# Льюис, Фьюрри
Уолтер Е. «Фьюрри» Льюис (англ. Walter E. «Furry» Lewis); 6 марта 1893  (по другим данным 6 марта 1899 ), Гринвуд, Миссисипи, США — 14 сентбяря 1981, Мемфис, Теннесси, США)  — американский блюзовый певец, гитарист, автор песен. Номинант Blues Music Awards в номинации «Альбом акустического блюза» (2000). Член Зала славы блюза  (2012) . 

## Биография
Фьюрри Льюис родился в Гринвуде, штат Миссисипи. Год его рождения точно неизвестен. Многие источники указывают 1893 год, дату, которую он указал в последние годы своей жизни, но исследователи Боб Игл и Эрик Леблан предполагают 1899 год, основываясь на его данных в переписи 1900 года, а другие источники предполагают 1895 или 1898 год. Его семья переехала в Мемфис в 1901 году . Прозвище «Фьюрри» (рус. Пушистик) получил от друзей детства. 
В 1908 году он выступал сольно на вечеринках, в джук-джойнтах и на улице, гастролируя по югу США, нередко в составе медицинских шоу. Несколько раз его приглашали выступить с оркестром WC Handy (Хэнди, по словам самого музыканта, подарил Льюису его первую хорошую гитару Martin  ). В своих путешествиях в качестве музыканта он познакомился с большим количеством исполнителей, включая Бесси Смит, Блайнд Лемона Джефферсона и Элджера «Texas» Александра. В 1917 году Льюис потерял ногу в результате несчастного случая, когда пытался запрыгнуть в грузовой поезд в районе Дю Куойна, штат Иллинойс, несмотря на то, что у него было достаточно денег, чтобы заплатить за железнодорожный билет. Он провёл месяц в больнице в Карбондейле, Иллинойс, выздоравливая. Ему потребовался год, чтобы привыкнуть к своему протезу, и в то же время он был вынужден отказаться от своего образа жизни в путешествиях, и вернулся в Мемфис, где выступал на улице. В 1922 году он получил работу дворника в Мемфис, и работал им до выхода на пенсию в 1966 году. 

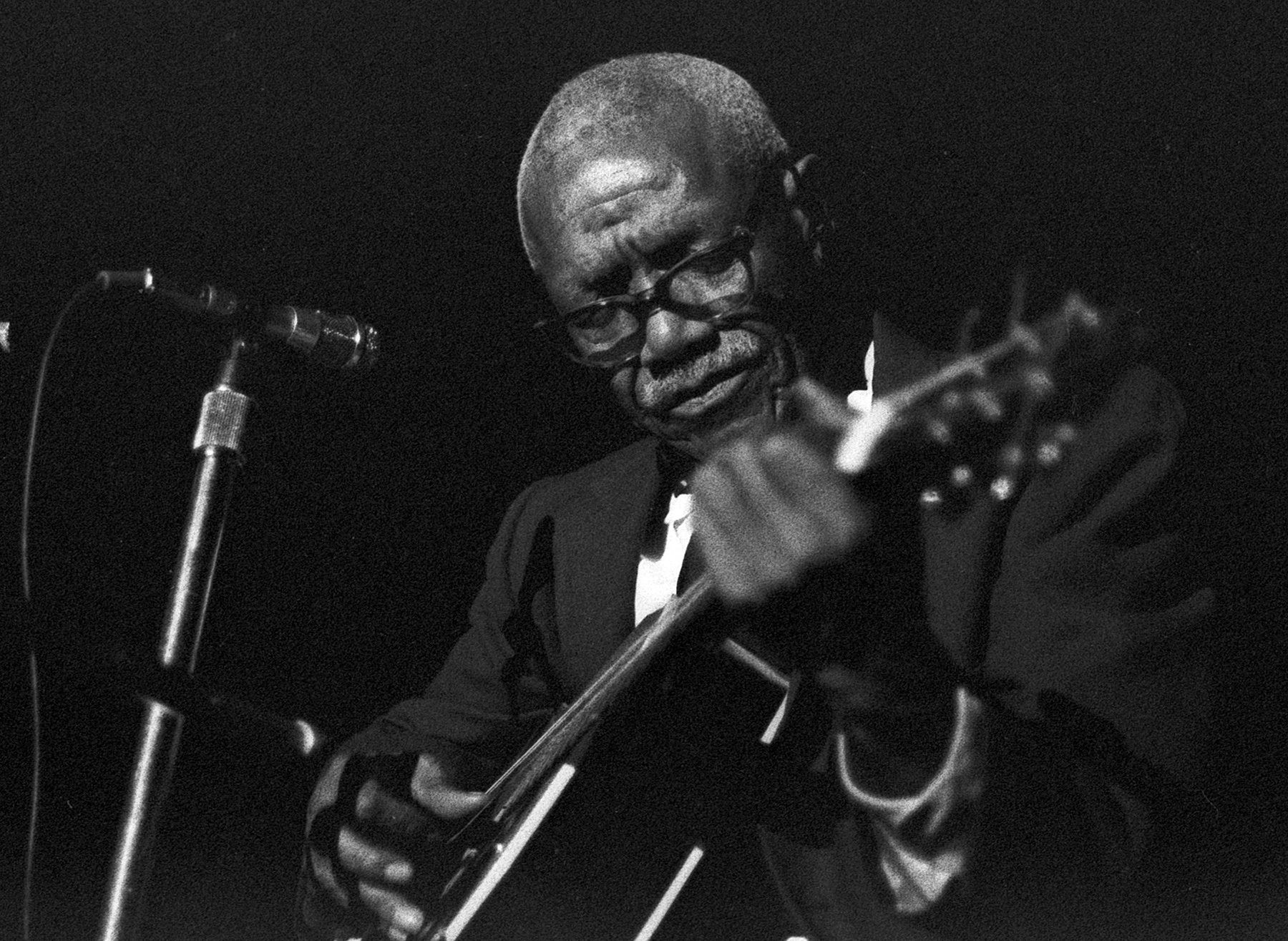
Фьюрри Льюис на Wisconsin Delta Blues Festival, 1970

Свои первые записи Льюис сделал для Vocalion Records в Чикаго в 1927 году. Год спустя он снова записал 12 песен для Victor Records в Memphis Auditorium в сессии с Memphis Jug Band, Джимом Джексоном, Фрэнком Стоуксом и другими музыкантами. В 1929 году он снова записался для Vocalion в Мемфисе. В конце 1920-х Льюис сделал много успешных записей,  включая песни «Kassie Jones», «Billy Lyons & Stack-O-Lee» и «Judge Harsh Blues» (позже названный «Good Morning Judge»). 
После 1930 года Льюис в течение двадцати лет не записывался, время от времени выступая в самых близких клубах за выпивку и немного денег . 3 октября 1959 года Сэм Чартерс записал Льюиса (у которого к тому времени даже не было собственной гитары ) в арендованной квартире в Мемфисе. Эта запись стала дебютным альбомом Льюиса, выпущенным Folkways Records в 1960 году. 3 апреля 1961 года Чартерс снова записал два альбома музыканта — на этот раз в студии Sun Studio в Мемфисе, — и в 1961 году лейбл Prestige/Bluesville выпустил оба альбома: «Back on my Feet Again» и «Done Changed my Mind». Один трек был включен в фильм Сэма и Энн Чартерс «Блюз», законченный в 1962 году и выпущенный для широкой публики лишь после того, как был утерян на протяжении многих лет и найден в 2020 году в пакете под названием Searching for Secret Heroes от Document Records благодаря продюсеру Гэри Аткинсону. 
В июле 1968 года Боб Уэст записал Льюиса вместе с Буккой Уайтом и Гасом Кэнноном в квартире Льюиса в Мемфисе. В дальнейшем в течение 1970 годов Фьюрри Льюис много записывается и много выступает, в частности на разогреве у Леона Рассела. В 1972 году стал ведущим исполнителем в группе Memphis Blues Caravan, в составе которого были такие музыканты, как Букка Уайт, Слипи Джон Эстес, Кларенс Нельсон, Хэмми Никсон, Memphis Piano Red, Сэм Чэтмон и Мозес Винсон. Льюис дважды выступал на разогреве у Rolling Stones, выступал в вечернем шоу Джонни Карсона, снялся в фильме Берта Рейнольдса (WW and the Dixie Dancekings, 1975).
В последние годы своей жизни Льюис начал терять зрение из-за катаракты. В 1981 году он заболел пневмонией, что вскоре привело к его смерти от сердечной недостаточности в Мемфисе 14 сентября того же года. Похоронен на Голливудском кладбище в Южном Мемфисе.
В 1999 году компания Lucky Seven Records выпустила альбом Blues Magician, записанный 5 марта 1969 года в квартире Льюиса, который он исполнил лёжа в постели, с отстёгнутым протезом. Этот альбом был номининирован на Blues Music Awards в номинации «Альбом акустического блюза» в 2000 году. 
В 2012 году Фьюрри Льюис был введён в Зал славы блюза. Также введён в Зал славы музыки Мемфиса. В 1973 году был произведён в почётные полковники штата Теннесси, став первым афроамериканцем, удостоенным этой чести в этом штате .  
«Уолтер Фьюрри Льюис олицетворял расслабленный и интимный характер раннего блюза. Мастер разнообразной гитарной техники, он был, прежде всего, впечатляющим боттлнек-гитаристом, который повторял свои вокальные фразировки экспрессивным набором скользящих нот» .
Сэм Чартерс отмечал что: «Вместо того, чтобы пытаться запомнить тщательно проработанную аранжировку, он просто использует любые куплеты и музыкальные стили, соответствующие настроению, которое он создает» . 
«Умелое применение Льюисом „слайдовых“ и „гавайских“ гитарных приемов позволяет ему манипулировать блюзом в различных стилях в зависимости от настроения. Стиль слайда, в частности, лежит в основе музыкальной свободы Льюиса, предоставляя второй мелодический голос, дополняющий его собственный. Скользя инструментом (часто карманным ножом или бутылочным горлышком) по более высоким струнам, оставляя при этом более низкие струны в „открытой“ настройке, он достиг такого лексикона, с помощью которого гитара могла усилить выразительность песни» .

## Дискография
- Furry Lewis, 1959
- Back on My Feet Again, 1961
- Done Changed My Mind, 1962
- Fourth & Beale, 1969
- Live at the Gaslight at the Au Go Go, 1971
- Shake 'Em On Down (compilation), 1972
- The Alabama State Troupers Road Show, 1973